# Hessen-kasselsche Armee

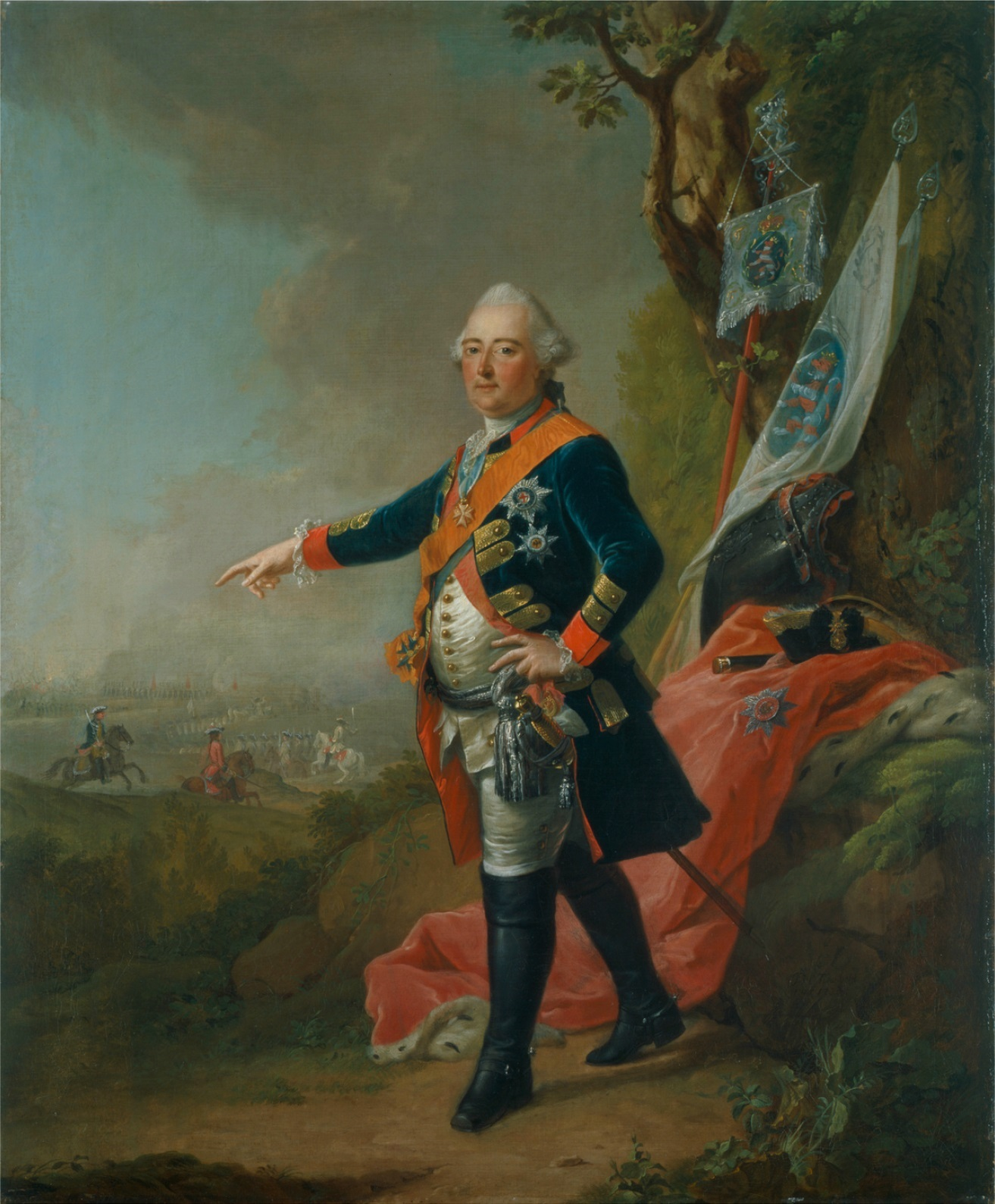
Landgraf Friedrich II.

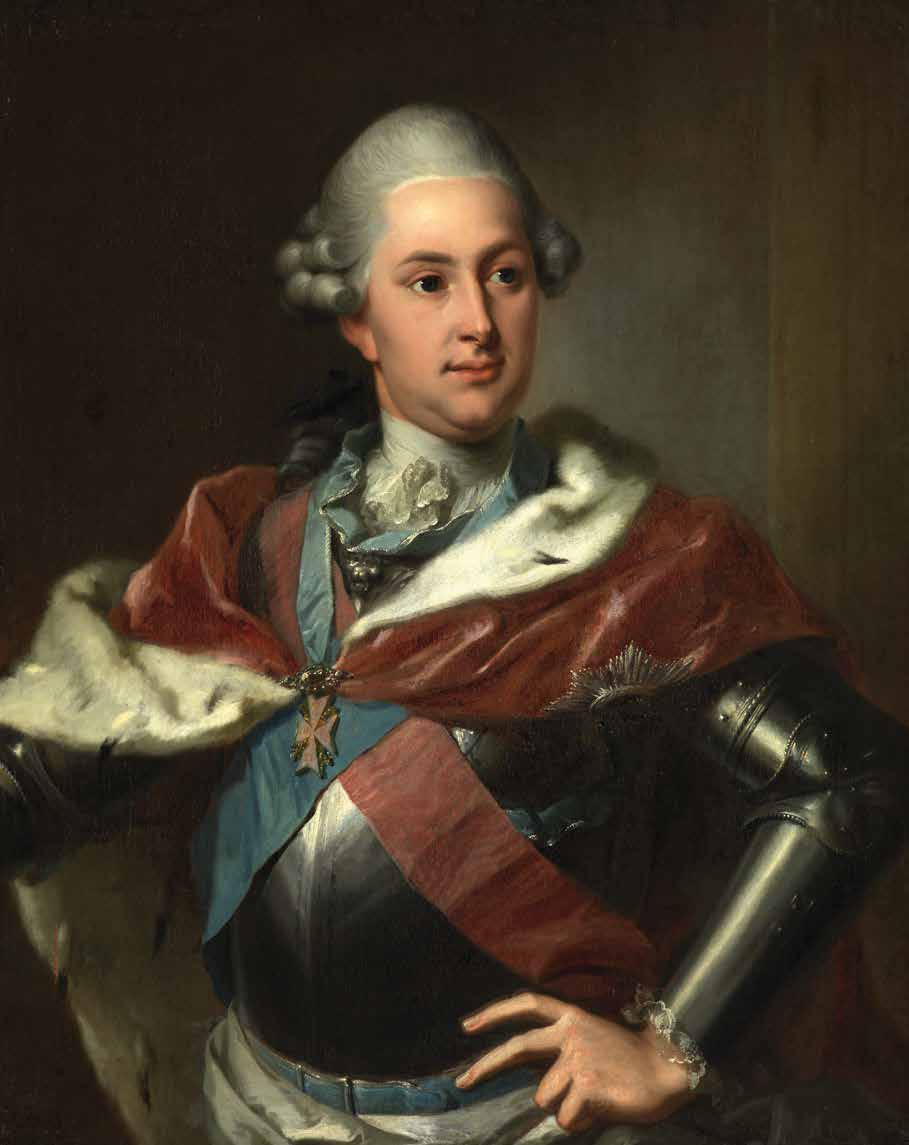
Kurfürst Wilhelm I.

Die Hessen-kasselsche Armee waren die Streitkräfte der Landgrafschaft Hessen-Kassel und des aus dieser hervorgegangenen nachmaligen Kurfürstentums Hessen. Sie bestand bis 1866, als sie aufgelöst und ihre Verbände in die Preußische Armee eingegliedert wurden.

## Geschichte der Armee

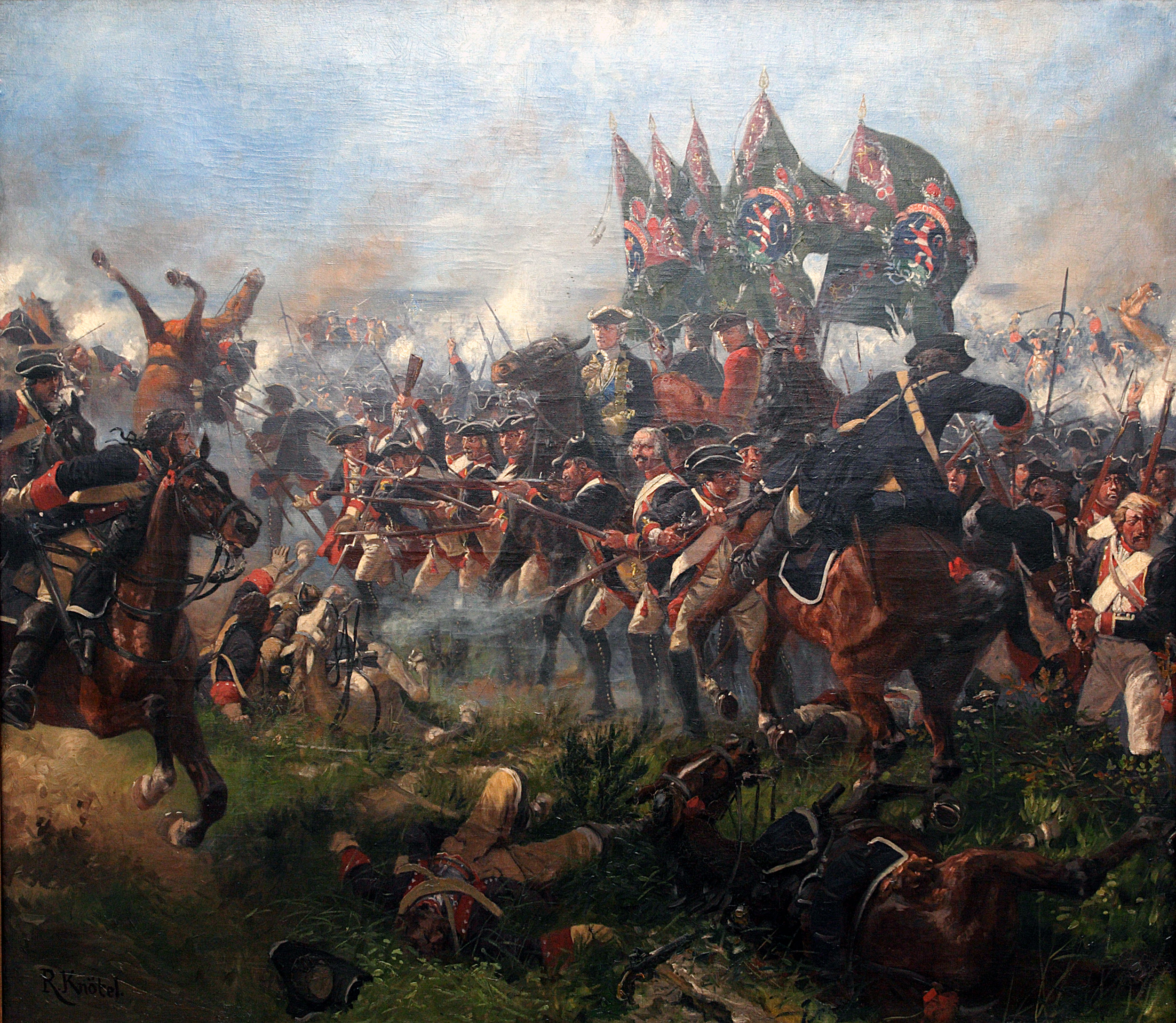
Infanterie von Hessen-Kassel in der Schlacht bei Krefeld, Richard Knötel

### Die Armee im 17. und 18. Jahrhundert
Die Anfänge der hessischen Armee gehen auf die Landgrafen nach dem Dreißigjährigen Krieg zurück, als die Landgrafschaft Hessen-Kassel nach der anfänglichen Demobilmachung ihres Söldnerheers militärpolitisch wie die meisten mittleren und großen Territorien im Reich den Weg zum stehenden Heer beschritt. Im 17. und 18. Jahrhundert beteiligte sich Hessen-Kassel nicht mehr an den Kontingentverpflichtungen der Reichskreise zur Stellung der Reichsarmee und die Landgrafen nahmen konsequent das Recht der Landesherren auf eigene Truppen („jus armorum et foederum“) für sich in Anspruch.
In der Zeit des Landgrafen Friedrich II. 1720 – 1785 erreichte die Armee ihren Höchststand mit 12.000 Mann Feldarmee und einer ebenso starken kasernierten Miliz. In Hessen-Kassel kam ein Soldat auf 15 Zivilisten, in Preußen war dieses Verhältnis 1:30.
Im Siebenjährigen Krieg nahmen die Regimenter der Armee Hessen-Kassels auf Seiten der alliierten Armee im Kampf gegen Frankreich und die Habsburger teil. Die Gefechtsstärke allein der Infanterie zum 1. Dezember 1762 in der Alliierten Armee betrug 13.568 Mann, verteilt auf 12 Infanterieregimenter, sechs Grenadierbataillone und die Garnisonsinfanterie. Die hessische Kavallerie hatte eine Gefechtsstärke von 2493 Mann in vier Kavallerieregimentern und zwei Dragonerregimentern. Die leichten Truppen (Jäger und Husaren) hatten eine Sollstärke (höher als die Gefechtsstärke) von 1091 Mann und die Artillerie eine Sollstärke von 517 Mann. Die Sollstärke der gesamten Armee lag bei 23.364 Mann, die tatsächliche lag aber deutlich darunter. So gab es ständig Verluste an Gefallenen, Desertierten, Verwundeten, Kranken und regulär aus dem Dienst Ausgeschiedenen, die für hohe Fluktuation in den Regimentern sorgten. 1762 gab es insgesamt 2623 Abgänge, davon nur 59 Gefallene, 323 an Verwundung oder Krankheit Verstorbene aber 2236 Desertierte.
Der Soldatenhandel unter Landgraf Friedrich II. mit Großbritannien hatte ab 1776 den Einsatz tausender Landeskinder auf britischer Seite im Amerikanischen Unabhängigkeitskrieg zur Folge.
Nach der Rangerhöhung des Landgrafen Wilhelm IX. von Hessen-Kassel zum Kurfürsten Wilhelm I. durch den Reichsdeputationshauptschluss im Jahre 1803 benannte dieser die hessischen Streitkräfte um.

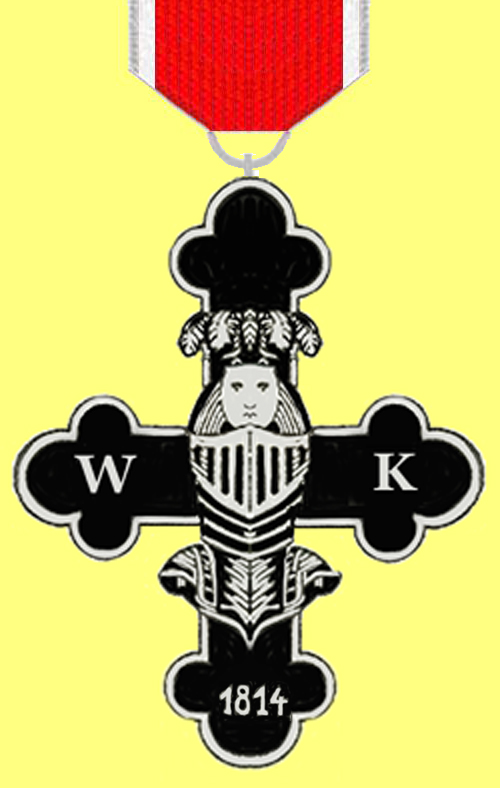
Der Orden vom Eisernen Helm, gestiftet 1814

Die militärischen Aktivitäten der Kurhessischen Armee nach 1806 konzentrierten sich im Kampf gegen Napoleon 1813/14 und im Krieg gegen Preußen.

### Befreiungskriege
Die Ablehnung des Kurfürsten, dem Rheinbund beizutreten, seine Neutralität im preußisch-französischen Krieg und die Mobilmachung seiner Armee im Rücken der nach der Schlacht bei Jena und Auerstädt siegreich nach Norden vorrückenden französischen Armee veranlassten Napoleon Bonaparte ihn im November 1806 abzusetzen, Hessen-Kassel zu okkupieren und 1807 zum größten Teil dem neugeschaffenen Königreich Westphalen einzuverleiben. Der geflüchtete Kurfürst hatte zuvor seine Truppen beurlaubt, die somit de facto (vorübergehend) nach Hause geschickt wurden. Nach dem Abzug der Franzosen und der Wiederherstellung seines „Kurfürstentums“ im Jahr 1813 rief der wiedereingesetzte Wilhelm die Beurlaubten in seinen Dienst zurück.
Wilhelm betrieb fortan eine Revisionspolitik, die von dem, was in napoleonischer Zeit eingeführt worden war, alles rückgängig machte, was ihm zum Nachteil gereichen könnte. Obwohl mit der Auflösung des alten deutschen Reiches die Funktion und damit auch der Titel eines Kurfürsten obsolet geworden war, behielt ihn Wilhelm als einziger Fürst im Deutschen Bund für sich und alle staatlichen Bezeichnungen bei. Inzwischen aufgenommene Staatsanleihen erkannte er nicht an, setzte alle Beamten in seinem Dienst auf die Ränge von 1807 zurück, und stufte die in den zurückliegenden sieben Jahren beförderten Offiziere im Sold auf die Höhe von 1807 zurück. Äußeres formales Zeichen dafür war, dass beim Militär der Zopf wieder eingeführt wurde.

Am 23. November 1813 erschien die Order: 

„„Die aufgerufenen Regimenter versammeln sich in ihren am 1. November 1806 innegehabten Garnisonen. Alle damals mitgenommenen Montierungsstücke, Armatur und Lederwerk, was sie noch besitzen, wird mitgebracht“.“

 Die Mannschaft ergänzte sich aus alten Urlaubern, aus Leuten, die ruhmvoll für das Vaterland in Spanien und Russland gekämpft hatten und aus Freiwilligen. Allerdings hatten die Kriegszüge Napoleons auch hier ihr Spuren hinterlassen. Alle tauglichen Männer der kurhessischen Armee waren zu den Streitkräften des Königreichs Westphalen eingezogen worden und hatten ihren Blutzoll entrichtet. Aus diesem Grunde war es nicht möglich, die Armee ohne weiteres auf den Stand von 1807 zu bringen.
Einzufinden hatte sich
- in Kassel: das Regiment „Garde du Corps“, das „Regiment Garde“, das „Regiment Garde Grenadiere“, alles an Artillerie
- in Hofgeismar: das „Leib-Dragoner-Regiment“
- in Grebenstein: das „Husaren-Regiment“
- in Ziegenhain:das „Infanterie-Regiment Landgraf Carl“
- in Eschwege: das „Infanterie-Regiment Prinz Solms“ (vormals Regiment Wurmb)
- in Witzenhausen: das „Grenadier Bataillon“

Ein Teil der vormaligen und lediglich noch aus Resten bestehenden Einheiten wurden mit anderen zusammengelegt. Einige der wiederaufgestellten Verbände wechselten bis zum Jahre 1866 mehrfach die Namen und teilweise auch die Waffengattungen.
Nach dem Rückzug der Franzosen und der Flucht des Königs Jerome von Westphalen aus Kassel wurde nach der Rückkehr des Kurfürsten unverzüglich mit der Wiederaufstellung der Regimenter begonnen und die kurhessische Armee in Stärke von: 21.182 Infanteristen, 1.764 Kavalleristen, 1.047 Artilleristen, 23.993 Mann gesamt, als „4. deutsches Bundescorps der kurhessischen Truppen nach der Ordre vom 10. Januar 1814“ in die verbündeten Truppen eingestellt.
- Oberkommandierender: General der Infanterie, Kurprinz Wilhelm von Hessen
- 1. Brigade: Kommandeur – Generalmajor Prinz Ludwig Wilhelm Christian von Solms-Braunfels

1. Grenadier-Bataillon
Infanterie-Regiment „Landgraf Carl“
Infanterie-Regiment „Prinz Solms“
1. Landwehr-Infanterie-Regiment
3. Landwehr-Infanterie-Regiment
2 Kompanien gelernter Jäger
2 Batterien Fuß-Artillerie mit je acht Geschützen
1 Mineurs und Pionier-Detachement
„Leib-Dragoner-Regiment“
2 Escadrons freiwilliger Jäger zu Pferd
- 2. Brigade: Kommandeur – Generalmajor Moritz Günther von Müller

2. Grenadier-Bataillon
Infanterie-Regiment „Kurfürst“
Infanterie-Regiment „Kurprinz“
2. Landwehr-Infanterie-Regiment
2 Kompanien gelernter Jäger
2 Kompanien freiwilliger Jäger
2 Batterien Fuß-Artillerie zu je acht Geschützen
Husaren-Regiment
2 Escadronen freiwilliger Jäger zu Pferd

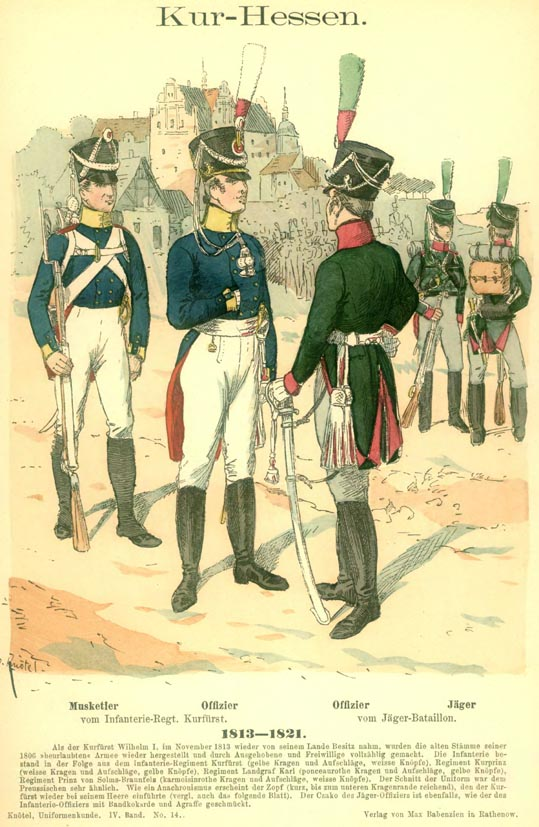
Kurhessische Soldaten trugen den 1813 wiedereingeführten Zopf bis 1821, aus dem Uniformwerk von Richard Knötel IV, 14

Die Verbände kämpften nur im Osten Frankreichs und waren nahezu ausschließlich bei der Belagerung der Festungen Metz, Luxemburg, Thionville, Saarlouis und Longwy eingesetzt. Am 8. Juli 1814 trat die kurhessische Armee den Rückmarsch in die Heimat an.

### Kurhessischer Verfassungskonflikt von 1850
Als Novum in der deutschen Militärgeschichte gilt das Verhalten des Offizierskorps im Kurhessischen Verfassungskonflikt von 1850. Ursache waren die, vom Kurfürsten verfassungswidrig angeordneten Steuererhöhungen – gegen den, zunächst erfolgreichen Widerstand der kurhessischen Ständeversammlung. Der Kurfürst verhängte daraufhin das Kriegsrecht. Als auch diese Maßnahme fehlschlug und der Widerstand weiter wuchs, versuchte der bereits aus Altersgründen pensionierte und am 30. September 1850 reaktivierte und zum militärischen Oberbefehlshaber der kurhessischen Armee ernannte Generalleutnant Carl von Haynau mit einer Proklamation an die Soldaten und einer Ansprache an die Offiziere am 4. Oktober 1850 die Kontrolle über das Militär zu behalten. Auch dies misslang. Die Offiziere hatten ihren Eid nicht nur auf den Kurfürsten, sondern auch auf die Verfassung geleistet – eine einmalige Konstellation im Deutschland des 19. Jahrhunderts. Um nicht eidbrüchig zu werden, reichten 241 von 257 Offizieren zwischen dem 9. und 12. Oktober 1850 ihre Demission ein. Dies machte das kurhessische Militär handlungsunfähig. Um die Konterrevolution zu retten, rief der Kurfürst nunmehr die Bundesversammlung um Hilfe an, die im Rahmen einer Bundesintervention österreichische und insbesondere bayerische Truppen nach Kurhessen entsandte. Diesen so genannten „Strafbayern“ setzte die kurhessische Armee keinen Widerstand entgegen.

### Deutscher Krieg
Als im Jahr 1866 die Bundesexekution gegen Preußen angeordnet wurde, sah sich der sehr kriegsunwillig eingestellte Kurfürst widerstrebend gezwungen, seine Streitkräfte zu mobilisieren. Die angestrebte Neutralität hätte nur erreicht werden können, indem man das (an sich unannehmbare) Ultimatum Bismarcks akzeptierte, das unter anderem die Abdankung des Kurfürsten und die Übergabe der Amtsgeschäfte an den präsumtiven Thronfolger vorsah. Dazu wollte sich der Kurfürst jedoch nicht bereiterklären. Nichtsdestoweniger lief die Mobilmachung nur äußerst schleppend an und wurde ohne großen Nachdruck durchgeführt. Da fast die gesamte kurhessische Armee im Deutschen Bundesheer zur Besatzung der Festung Mainz bestimmt und damit von den wichtigen Ereignissen nicht betroffen war, kam es lediglich zu einigen unblutigen Schießereien zwischen preußischen Husaren und kurhessischen Landgendarmen.
Die kurhessischen Verbände sammelten sich in Hanau, wo sie am erst am 22. Juni vollzählig waren, also zwei Tage nach Gefangensetzung des Kurfürsten durch preußische Truppen. Der Kommandeur des kurhessischen Korps, Karl von Loßberg war nur zweite Wahl, nachdem der Kurfürst dem eigentlichen Oberbefehlshaber, dem Thronfolger, schon nach einem Tag aus Misstrauen das Kommando wieder entzogen hatte. Loßberg war äußerst kriegsunwillig. Er sah die kurhessische Armee der preußischen als hoffnungslos unterlegen an und hielt Widerstand für sinn- und zwecklos, insbesondere da der Kurfürst bereits als Gefangener nach Stettin gebracht worden und die allgemeine Stimmung im Land sehr preußenfreundlich war. Große Teile des Offizierskorps hätten es lieber gesehen, wenn man sich, wie z. B. die Sächsischen Herzogtümer auf die preußische Seite gestellt hätte.
Am 29. Juni 1866 wurden die kurhessischen Truppen, wie vorgesehen in die Bundesfestung Mainz beordert, um dort die Besatzung zu stellen. Eine erste Aufforderung zur Kapitulation durch den preußischen Parlamentär Major Preuß lehnte von Loßdorf mit den Worten „Mit Entrüstung weise ich daher … eine Aufforderung zurück, welche … Treue und Ehre mit Füßen trete.“
In Mainz machte sich bei den Truppen inzwischen zunehmend Unruhe breit. Das Offizierskorps war für eine sofortige Übergabe an die Preußen, während die Mannschaft durchaus noch auf Seiten des Kurfürsten stand. In dieses Dilemma, in dem sich der Oberkommandierende befand, fielen die Friedensschlüsse vom 26. Juli und 2. August und die damit verbundene Auflösung des Bundesheeres. Die kurhessischen Truppen verblieben zunächst in Mainz, um eine Entscheidung des Kurfürsten abzuwarten. Diese Angelegenheit erledigte sich jedoch von selbst, als der preußische Landtag am 17. August die Annexion Kurhessens beschloss.
Eine gewaltsame Entwaffnung der kurhessischen Streitkräfte war zwar zunächst in Erwägung gezogen, dann jedoch verworfen worden. Das kurhessische Korps wurde der preußischen Main-Armee unterstellt und die Festung Mainz am 26. August an Preußen übergeben. Zwischen den eingerückten Preußen und den Soldaten des Kurhessischen Korps kam es daraufhin zu Unruhen und Schlägereien, sodass man bemüht war, die Hessen so bald als möglich loszuwerden. Die Kurhessische Armee verließ daraufhin, ohne formal kapituliert zu haben, die Festung und kehrte in ihre Heimatgarnisonen zurück. Nach der am 16. September 1866 verkündeten „Eides-Entbindung“ durch den Kurfürsten wurden die Regimenter demobilisiert und der Großteil der Soldaten nach Hause geschickt. Die kurhessischen Regimenter wurden nicht geschlossen, sondern nur als Stamm übernommen; das fehlende Personal wurde vorrangig aus anderen preußischen Landesteilen eingestellt.

### In der Preußischen Armee
- Die beiden Husarenregimenter bildeten die Husaren-Regimenter „König Humbert von Italien“ (1. Kurhessisches) Nr. 13 und „Landgraf Friedrich II. von Hessen-Homburg“ (2. Kurhessisches) Nr. 14
- Das Jägerbataillon und das Schützenbataillon wurden zum „Kurhessischen Jäger-Bataillon Nr. 11“
- Das „Leibgarde-Regiment“ wurde zum Füsilier-Regiment „von Gersdorff“ (Kurhessisches) Nr. 80
- Das „1. Infanterie-Regiment (Kurfürst)“ wurde zu: 1. Kurhessisches Infanterie-Regiment Nr. 81
- Das „2. Infanterie-Regiment Landgraf Wilhelm“ wurde zu: 2. Kurhessisches Infanterie-Regiment Nr. 82
- Das „3. Infanterie-Regiment Prinz Friedrich-Wilhelm“ wurde zu: Infanterie-Regiment „von Wittich“ (3. Kurhessisches) Nr. 83
- Die Artillerie wurde zu: 1. Kurhessisches Feldartillerie-Regiment Nr. 11
- Die Pioniere wurden zu: Kurhessisches Pionier-Bataillon Nr. 11
- Der Train wurde zu: Kurhessisches Train-Bataillon Nr. 11
- Die Schweizer-Garde wurde in die Berliner Schloßgarde-Kompanie eingegliedert.
- Die Landgendarmerie wurde beibehalten.

## Führung
Bis zur Aufstellung des Kriegsministeriums im Jahre 1831 oblag die Leitung der Truppe dem General-Kriegs-Departement. Weiterhin bestand ein Generalstab, der auch für die Landvermessung zuständig war. Die Infanterie war in einer Brigade zusammengefasst, die ab 1833 zu einer Division erweitert wurde.

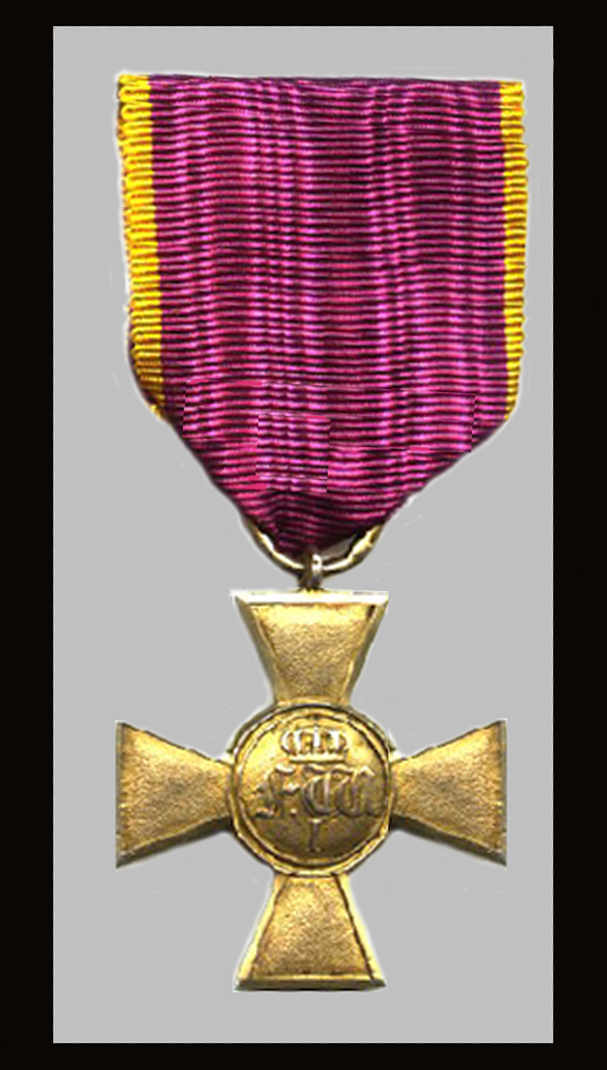
Dienstauszeichnung für 25 Dienstjahre. Gestiftet am 16. März 1849

Die Generäle hatten an Kragen, Ärmelaufschlägen und Ärmelpatten Goldstickerei, die Hosen waren mit Lampassen ausgestattet. Als Rangabzeichen wurden Epauletten mit Kantillen und Sternen getragen. Auf allen Schabracken und Schabrunken befand sich neben einer goldenen Krone der gestickte Stern des Löwenordens. Die Generaladjutanten trugen goldene, Flügeladjutanten dagegen silberne Kragenstickerei und ebensolche Achselschnüre (Adjutantenschnüre). Die silberne Stickerei bei den Flügeladjutanten und den Offizieren des Generalstabes bestanden aus Kurbelstickerei und waren daher wie Litzen anzusehen.
Ärzte und Auditoren unterschieden sich nur geringfügig von den übrigen Offiziersuniformen. Beide hatten schwarze Kragen und schwedische Ärmelaufschläge, die Ärzte mit messingfarbenen Knöpfen und Epauletten mit roten Feldern, die Auditoren hingegen neusilberne Knöpfe und Epauletten mit blauen Feldern. Beide Branchen trugen Hüte (Zweispitz) mit Kokarde und Stern des Löwenordens auf der rechten Seite.

## Truppenstärke (Friedensstand)
- 1 Kompanie Schweizer Leibgarde
- 1 Regiment Leibgarde-Infanterie (2 Bataillone)
- 3 Regimenter Linien-Infanterie (je 2 Bataillone)
- 1 Jägerbataillon
- 1 Schützenbataillon

Gesamt: ca. 6.900 Mann
- 1 Kürassierregiment (Garde du Corps)
- 2 Regimenter leichte Dragoner bzw. Husaren

Gesamt: ca. 1.250 Mann
- 1 Brigade Artillerie (insges. 4 Batterien)

Gesamt: ca. 400 Mann
- 1 Technisches Korps (Pionierkompanie und ab 1854 eine Train-Abteilung)
- 1 Invalidenhaus
- 1 Kadettkorps
- 1 Armee-Gendarmen-Detachement
- 1 Land-Gendarmeriekorps

Gesamtpersonalbestand: ca. 9.000 Mann

### Personalergänzung
Der Personalersatz wurde durch das Konskriptionssystem mit Losung sichergestellt. Hierbei war es gestattet einen Stellvertreter (ein nicht Aufgerufener oder bereits Abgedienter) zu benennen, der gegen Bezahlung den Dienst des Gestellungspflichtigen übernahm. Die Dienstzeit dauerte in der Linie bis 1832 zwölf Jahre, danach nur noch vier aktive Jahre und ein Jahr in der Reserve.

### Uniformierung bis 1846
Die Uniformierung entsprach der damaligen Mode, unbequem und unpraktisch, aber elegant anzusehen. In die Zeit des Bestehens dieser Armee fallen die gravierenden Wandlungen von der Uniform des napoleonischen Stils in den der Biedermeier-Ära und der darauffolgenden preußisch beeinflussten und praktischeren Art. Nichtsdestoweniger hatte sich Hessen-Kassel schon seit längerer Zeit stark an das preußische Muster im Allgemeinen angelehnt. Lediglich die nationalen Eigenheiten auf Fahnen, Kokarden, den Leibbinden, Portepees, sowie den Tschako- und Helmbeschlägen wurden weiterhin aufrechterhalten, obwohl auch sie stark vom preußischen Einfluss geprägt waren. Als Dienstgradabzeichen der Offiziere dienten Epauletten, ab Stabsoffizier mit Kantillen versehen. Die Offiziere trugen silberne, rot durchwirkte Leibbinden mit silbernen Quasten. Außer Dienst konnte statt des Tschakos der bequemere Hut mit Federbusch getragen werden. Im Jahr 1846 wurde dann generell die preußische Uniform mit Waffenrock und Pickelhaube eingeführt, wobei auch hier die nationalen Abzeichen erhalten blieben. Die folgenden Ausführungen betreffen die um 1840 getragenen Uniformen.

## Truppengattungen

### Schweizer Leibgarde

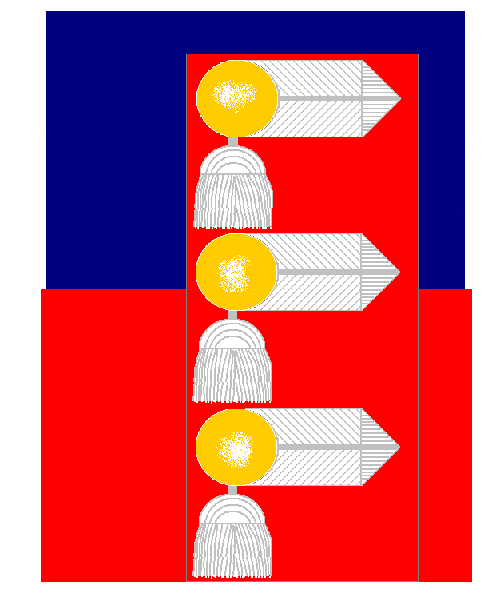
Ärmelaufschläge der Schweizer Leibgarde (rechter Ärmel)

Die Schweizer Leibgardekompanie war bereits im 18. Jahrhundert gegründet, zwischenzeitlich aber wieder aufgelöst worden. Neu aufgestellt im Jahre 1834 trug sie eine besondere Uniform. Das blaue Kolett (später Waffenrock) war mit rotem Kragen, roten, brandenburgischen Ärmelaufschlägen und roten Schoßumschlägen bzw. Rabatten ausgestattet. Die Schulterklappen waren weiß mit einer aufgelegten goldenen Krone. Die Knöpfe waren von Tombak, bei Offizieren vergoldet. Auf den Ärmelpatten befanden sich drei, auf dem Kragen je eine und auf den Rabatten je zwölf weiße bzw. silberne Gardelitzen mit Puschel. Die Hose war eine weiße, eng anliegende Leinenhose, die mit einem Steg und an den Außenseiten mit einer Reihe von neun Knöpfen, die bis über die Waden reichten, versehen war. Das Lederzeug war weiß, die Schuhe schwarz. Als Kopfbedeckung diente eine Bärenfellmütze nach französischem Vorbild mit weißem, rot durchflochtenen Behang. Auf der Vorderseite befand sich ein kleines silbernes Schild mit dem Wappen des Löwenordens.

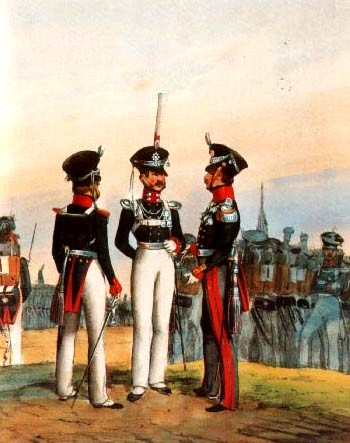
Infanterie mit der Uniformierung bis 1846 (Links und rechts Linie, in der Mitte die Garde)

### Infanterie

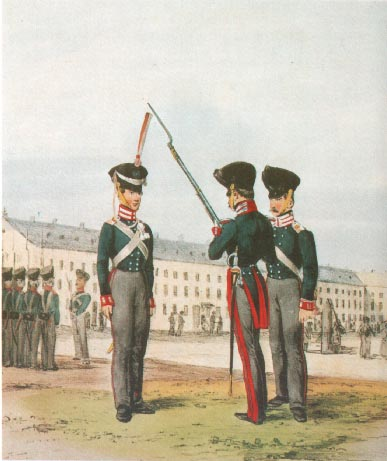
Kurhessische Gardeinfanterie um 1835

Die Infanterie trug ein dunkelblaues Kollett mit roten Kragen, Aufschlägen und Schoßumschlägen. Dazu im Winter Hosen aus grauer Wolle und im Sommer weiße Leinenhosen mit kurzen weißen Gamaschen unter der Hose. Die grauen Hosen waren bei den Offizieren mit roten Lampassen bei den Unteroffizieren und Mannschaften mit roten Passepoils versehen. Die Schuhe waren von geschwärztem, das Riemenzeug aus geweißtem Leder. Der Tschako war aus schwarzem Filz mit einem geschwärzten Lederschirm und einem Deckel aus Wachstuch. Am Tschako war ein Behang aus weißer Wolle, bei den Offizieren aus rot durchwirktem Silbergespinst befestigt. Am oberen Rand des Tschakos befand sich die als National bezeichnete weiß-rote Landeskokarde. Bei Paraden wurde hinter dieses National ein weißer, für die Spielleute roter Federstutz aufgesteckt. Dieser hatte in etwa etwas mehr als Tschakohöhe.

#### Linieninfanterie
1813/14 Aufgestellte Verbände
- Regiment von Biesenrodt

Wurde bereits 1816 in das Regiment Garde-Grenadiere eingegliedert.
- Leib-Grenadier-Garde
- Regiment Garde-Grenadiere

Diese beiden Regimenter waren noch nach französischem Vorbild uniformiert und wurden 1821 zum Leib-Garde-Regiment zusammengefasst.
- Leib-Garde-Regiment

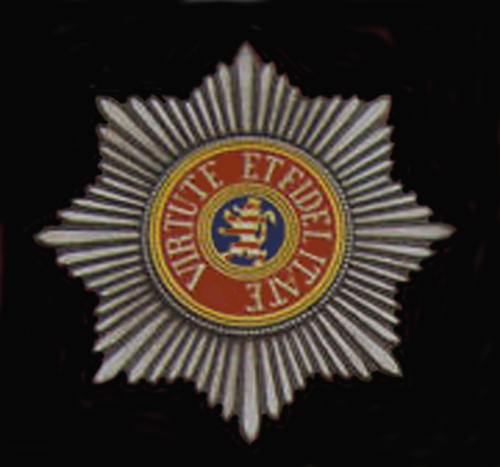
Stern des Löwenordens an den Kopfbedeckungen der Garde-Offiziere

Das Regiment führte an Tschako und Patronentasche den neusilbernen Stern des Ordens vom Goldenen Löwen. Auf dem Kragen und den schwedischen Aufschlägen befanden sich weiße (für Offiziere silberne) Gardelitzen. Die Schulterklappen waren weiß, mit einer aufgelegten, goldenen Krone.
- Linien-Regimenter

Bei der Linieninfanterie war am Tschako der Namenszug der Kurfürsten „FWK“ (Friedrich Wilhelm Kurfürst) aus Tombak befestigt. Er war dem Namenszug des preußischen Königs Friedrich Wilhelm („FWR“) nachempfunden. Die drei Regimenter unterschieden sich in der Farbkombination von Schulterklappen und Patten der Ärmelaufschläge (die Linieninfanterie führte sog. brandenburgische Aufschläge), wobei die Ärmelaufschläge hier immer rot waren.
- –1821: „Regiment Kurfürst“
  - 1821–1824: „1. Linien-Infanterie-Regiment“
  - 1824–1831: „1. Linien-Infanterie-Regiment (Kurprinz)“
  - 1831–1847: „1. Infanterie-Regiment (Leibregiment)“
  - 1847–1866: „1. Infanterie-Regiment (Kurfürst)“

Bis 1832 waren die Schulterklappen weiß, gelbe Ärmelpatten, ab 1832 beides gelb
- –1821: „Regiment Kurprinz“
  - 1821–1832: „2. Linien-Infanterie-Regiment“
  - 1832–1835: „2. Infanterie-Regiment (Prinz Solms)“
  - 1835–1845: „2. Infanterie-Regiment“
  - 1845–1866: „2. Infanterie-Regiment (Landgraf Wilhelm)“

Bis 1832 waren Schulterklappen und Ärmelpatten weiß, danach karmoisin
- –1818: „Regiment Landgraf Carl“
  - 1818–1821: „Füsilier-Regiment Landgraf Carl“
  - 1821–1832: „3. Linien-Infanterie-Regiment“
  - 1832–1835: „Regiment Landgraf Carl“
  - 1835–1836: „3. Infanterie-Regiment Landgraf Carl“
  - 1836–1856: „3. Infanterie-Regiment“
  - 1856–1866: „3. Infanterie-Regiment Prinz Friedrich-Wilhelm“

Bis 1832 waren die Schulterklappen rot, hellblaue Ärmelpatten, ab 1832 beides rot.
Von 1832 bis 1835 waren den Regimentern keine Nummern zugewiesen, sie wurden nur mit dem Namen bezeichnet.
Bei den Spielleuten hatten die Tambours Schwalbennester mit gelben Borten, die des Leibregiments mit weißen Borten. Die über den Tambours rangierenden Hoboisten hatten die gleichen Borten jedoch in Metallgespinst.

#### Jäger
Es bestand zunächst ein Bataillon leichte Infanterie, das als Jägerbataillon dem Leibregiment angegliedert war. Ab 1832 wurde es als 1. Schützenbataillon zur selbstständigen Einheit und als solche ab 1834 in Jägerbataillon umbenannt.

Es trug die Uniform analog den preußischen Jägern mit den hessischen Beschlägen aus Tombak und roter Abzeichenfarbe. Dazu zunächst weiße Gardelitzen und Knöpfe, die nach der Ausgliederung aus dem Leibgarde-Regiment in gelbe Litzen und Knöpfe geändert wurden. Zur Parade wurde ein schwarzer Federstutz auf den Tschako aufgesteckt.
Bezeichnungen:
- 1813–1821: „Jäger-Bataillon“
- 1821–1832: „Garde-Jäger-Bataillon“
- 1832–1834: „I. Schützen-Bataillon“
- 1834–1866: „Jäger-Bataillon“

#### Schützen
Das Schützenbataillon war 1832 aus dem Füsilierbataillon des 2. Linien-Infanterie-Regimentes aufgestellt worden.
Es trug die gleichen Uniformen wie die Jäger, allerdings mit hellblauen Kragen und Aufschlägen. Die Ärmelpatten waren nach Neufchateler Art in der Farbe des Waffenrocks mit roter Paspelierung ausgeführt. Die Schulterklappen waren ebenfalls rot. Das Schützenbataillon führte die Gardelitzen nur am Kragen, nicht jedoch auf den Ärmelpatten.
Bezeichnungen:
- 1832–1834: „2. Schützen-Bataillon“
- 1834–1851: Schützen-Bataillon
- 1852–1856: „Füsilier-Bataillon“
- 1856: Kurhessisches leichtes Infanterie-Bataillon
- 1856–1866: „Schützen-Bataillon“

### Kavallerie

#### Kürassiere
Das als „Garde du Corps“ bezeichnete Kürassierregiment trug Uniformen nach preußischem Muster. Die Brust- und Rückenharnische waren jedoch nicht aus Messing, sondern aus poliertem Eisenblech mit Beschlägen aus Tombak. Die Offiziere trugen auf dem Brustteil den vergoldeten Stern des Löwenordens, der ebenfalls auf der Vorderseite des Helms zu finden war. Der Helm bestand aus einer (der damaligen Mode entsprechenden) hohen, ledernen Glocke mit messingfarbenen Beschlägen und eingefasstem Vorderschirm. Der metallene Helmkamm war mit einer schwarzen Fellraupe verziert. Die Trompeter trugen keinen Küraß, die Helmraupe war hier rot gefärbt. Im Zuge der Neuuniformierung erhielten die 1846 Kürassiere eine Uniform nach preußischem Muster mit einem Helm aus poliertem Stahl. Von 1840 bis 1851 waren sie zu einem Husaren-Regiment umgewandelt worden.
Bezeichnungen:

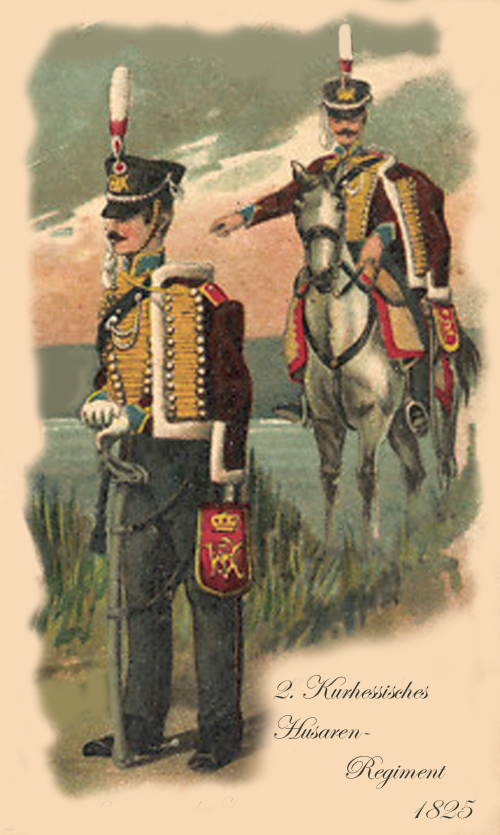
2. Husaren-Regiment 1825

- –1830: „Kurfürstl. Hess. Garde Corps“
- 1830–1831: „Garde du Corps“
- 1831–1840: „Regiment Garde du Corps“
- 1832–1840: Regiment Garde du Corps
- 1840–1851: „Kurfürst-Husaren“
- 1851–1866: Garde du Corps

#### Husaren
1813
Das reaktivierte „1. Husaren-Regiment“ wurde dem neuaufgestellten Leib-Dragoner-Regiment einverleibt
Das am 23. November 1813 ebenfalls reaktivierte „Husaren-Regiment Prinz Solms“ wurde durch Einberufung der 1806 beurlaubten Mannschaften zum „Husaren-Regiment“ zu vier Eskadrons.
1821–1832
Am 1. Mai 1821 erhielt das bisherige Leib-Dragoner Regiment nach der Umorganisation der hessischen Armee den Namen „2. Husaren Regiment Herzog von Sachsen-Meiningen“. Das bisherige Husaren-Regiment wurde zum 1. Husaren-Regiment.
- 1. Husaren-Regiment

Das 1. Regiment trug dunkelblaue Dolmans und Pelze mit schwarzer Abzeichenfarbe und weißer Verschnürung. Die Pelze waren zuerst schwarz, dann weiß gefüttert. Die Beschläge waren aus Tombak und entsprachen dem kurhessischen Muster. Oliven und Rosetten in Weiß, graue Reithosen, graue Mäntel, Pelzmützen mit roten Kolpaks, weißen Cordons und Fangschnüren, weißer Federstutz, weißes Lederzeug.
- 1860–1864 1. Husaren Regiment (Leibregiment, 3. u. 4. Escadron)

Kommandeur war Oberst Carl Bödicker. Stabschef: Major Ernst Ludwig von Amelunxen; Eskadrons-Chefs: Rittmeister Theodor Friedrich Philipp Heusingen von Waldegge, Carl Wilhelm Friedrich Hugo von Helmschwerd, Ernst Carl Friedrich von Blumenstein, Friedrich August von Starck.
Die Uniform: hellblaue Sommer- und Winter-Attila mit weißen Schnüren, Oliven und Rosetten, graue Reithosen, graue Mäntel mit hellblauen Achselklappen, Pelzmützen mit roten Kolpaks, weißen Cordons und Fangschnüren, weißer Federstutz, weißes Lederzeug.
- 2. Husaren Regiment Herzog von Sachsen-Meiningen

Kommandeur war General-Major Karl Ferdinand vom Stein. Der Stab: Oberst-Lieutenant Friedrich Ludwig von Baumbach, Major Aloysius von Amelunxen, Rittmeister Ernst Christoph Wilhelm von Hanxleden, Heinrich Bolley, Karl Ludwig Friedrich Konstantin Hilchenbach und Friedrich Mumm.
Die Uniform bestand aus dunkelbraunen Dolmans mit hellblauen Kragen und Aufschlägen, beide mit gelben Schnüren besetzt, gelbe Knöpfe, hellblaue Achselklappen mit gelben Ketten, graue Reithosen, graue Mäntel mit hellblauen Achselklappen, Czakos mit weißen Fangschnüren, schwarzes Lederwerk. Die dunkelblaue Pelze waren mit schwarzem Besatz versehen. Die Offiziere trugen kamelhaarene Schleifen an den Pelzen und Dolmans, Achselklappen mit vergoldeten Ketten und dergleichen Halbmonden. Es war das erste und einzige Regiment in hessischen Diensten mit Uniformen von brauner Farbe.
Am 20. September 1832 gab dieses Regiment eine kombinierte Escadron an das Regiment Garde du Corps ab und wurde mit dem derzeitigen 1. Husaren Regiment zu einem Dragoner Regiment, unter dem früheren Namen des Leibdragoner Regiments, formiert, dessen 1. Division es nun bildete.
- 1852–1859 2. Husaren Regiment Herzog von Sachsen-Meiningen (1. u. 2. Escadron)

Kommandeur war Oberst Heinrich August Ludwig von Schenk zu Schweinsberg. Stabschef: Major William Ralph Heathcote; Eskadronschefs: Rittmeister Carl von Blumenstein, Christoph Wilhelm Eduard Theodor von Rommel, Louis von Hesberg und Eduard Carl Ludwig von Hundelshausen.
Die Uniform bestand aus dunkelblauer Sommer- und Winter-Attila mit weißen Schnüren, Oliven und Rosetten, grauen Reithosen, grauen Mänteln mit dunkelblauen Achselklappen, Pelzmützen mit roten Kolpaks, weißen Cordons und Fangschnüren, weißem Federstutz und weißem Lederzeug.
- 1865–1866 2. Husaren Regiment Herzog von Sachsen-Meiningen (3. u. 4. Escadron)

Die Uniform bestand aus dunkelblauer Sommer- und Winter-Attila mit weißen Schnüren, Oliven und Rosetten, grauen Reithosen, grauen Mänteln mit dunkelblauen Achselklappen, Pelzmützen mit roten Kolpaks, weißen Cordons und Fangschnüren, weißem Federstutz und weißem Lederzeug.
1845/46–1866
1845/46 erfolgte die erneute Umwandlung der Dragoner in zwei Husarenregimenter. Das 1. Husarenregiment (Leib-Husaren-Regiment) und das 2. Husarenregiment (Herzog von Sachsen-Meiningen) trugen hellblaue Attilas mit weißer Verschnürung und grauen Reithosen. Ansonsten entsprach die Uniform dem preußischen Muster; der einzige Unterschied zwischen den beiden Einheiten bestand in der Farbe der Achselklappen, die beim 1. Regiment dunkelblau und beim 2. Regiment hellblau waren. Die Husaren trugen die Hose immer über den Stiefeln.

#### Dragoner
- Am 22. November 1813 wurde das 1806 beurlaubte „Kurfürstlich Hessische Leib-Dragoner-Regiment“  wieder einberufen; unter Einverleibung des früheren „Dragoner-Regiments  Prinz Friedrich“.

Kommandeur war Oberst August Ludwig Ernst von Marschall.
Der Stab bestand aus: Oberst Carl Ferdinand vom Stein, Rittmeister Carl Ludwig von Mansbach und Friedrich von Baumbach, Stabs-Rittmeister Adolf von Amelunxen und Ernst Christoph Wilhelm von Hanxleden.
Als Uniform trugen die Dragoner hellblaue Röcke mit überschlagenden Klappen, zwei Reihen weißer Knöpfe, ponceau-rote Aufschläge und Kragen, weiße lederne Unterkleider, Tschakos mit Fangschnüren und Haarbüschen.
Am 1. Mai 1821 wurde das Regiment zum 2. Husaren Regiment Herzog von Sachsen-Meiningen.
- „Leib-Dragoner-Regiment“

Aus den beiden Husarenregimentern wurde im Jahre 1832 ein Dragonerregiment gebildet, das den Namen „Leib-Dragoner-Regiment“ erhielt. Es trug hellblaue Koletts mit grauen Hosen und dem gleichen Helm wie die Gardes du Corps. Die Abzeichenfarbe war ponceaurot. Die Gardelitzen für die Mannschaften waren von weißer Wolle, für die Offiziere aus Goldgespinst. Die Knöpfe waren von Tombak, bzw. vergoldet, die Ärmelaufschläge von schwedischer Art.
- 1832–1840 Leibdragoner Regiment (2. Division)

Am 1. Oktober 1832 formierte sich die 2. Division des Leibdragoner Regiments neu in den Garnisonen Grebenstein und Hofgeismar. 1840 gab dieses Regiment die 3. und 4. Escadron an das neu zu bildende 2. Dragoner Regiment ab und formierte aus der 1. und 2. Escadron wieder vier Escadrons.
Kommandeur war Oberst Wilhelm von Cornberg. Der Stab: Divisions-Kommandeur Oberst Lieutenant Ludwig von Baumbach, Majors Gottlieb Heusinger von Waldegge, Georg Schaumburg und Ludwig von Gilsa.
- 2. Dragoner-Regiment

1840 aus der 3. und 4. Escadron der 2. Division des Leibdragoner Regiments aufgestellt. Es trug im Unterschied zum Leib-Regiment keine Litzen.
Die Uniform: hellblaue Collets mit ponceau-roten Kragen und Aufschlägen, weißen Knöpfen und zwei weißen Schleifen an Kragen und Aufschlägen, graue Reithosen, graue Mäntel mit rotem Besatz und Achselklappen, Helme und Gibernen mit goldenem Stern, weißes Lederzeug und Säbel.

### Artillerie
- 1813: Bei Wiedererrichtung bestand die Artillerie aus zunächst einem Regiment zu fünf „Fußbatterien“.
- 1816: Das Regiment wird auf drei Fußbatterien verringert.
- 1817: ½ reitende, 2 ½ Fußcompagnien befinden sich im Dienst
- 1821: Das Regiment wird in „Artillerie-Brigade“ umbenannt und erhält eine reitende, zwei Fußbatterien sowie eine Handwerker-Compagnie
- 1842: Die Artillerie-Brigade erhält zusätzlich eine Pionier-Compagnie
- 1849: Eine zusätzliche Fußbatterie wird aufgestellt.
- 1853: Die Brigade erhält einen Artillerie-Regimentsstab für die schießenden Abteilungen
- 1854: Die Brigade erhält eine Train-Abteilung

Die Artillerie trug dunkelgrüne Koletts mit schwarzer Abzeichenfarbe und messingfarbenen Knöpfen. Die Litzen auf Kragen und schwedischen Armelaufschlägen (diese waren am Rand rot vorgestoßen) waren aus gelber Wolle bzw. Goldgespinst für die Offiziere. Der Kragen besaß ebenfalls einen roten Vorstoß, auch waren die Schulterklappen in Rot gehalten. Die reitende Artillerie und die Fußartillerie unterscheiden sich:
- im Tschako: bei der Feldartillerie mit schwarzem Stutz und rotem Behang – bei der Fußartillerie ohne Stutz und mit weißem Behang
- in den Schoßumschlägen: bei der Feldartillerie in der Waffenrockfarbe, rot eingefasst – bei der Fußartillerie komplett rot

Auf dem Tschako und der Patronentasche befand sich eine flammende Granate aus Tombak.

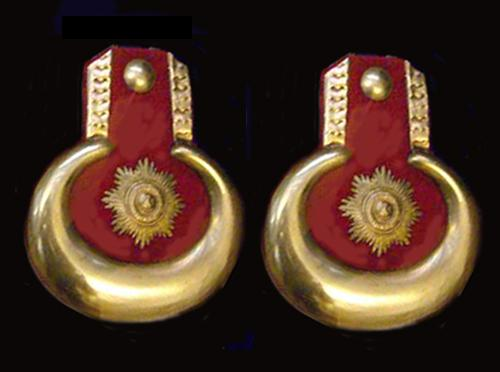
Epauletten der Garde-Gendarmerie

### Gendarmerie

#### Garde-Gendarmerie
1823 wurde eine berittene Abteilung Garde-Gendarmerie zum Ordonnanzdienst und als Feldgendarmerie errichtet. 1832 erfolgte die Umbenennung in Armee-Gendarmerie, 1844 in Garde-Gendarmerie, 1849 in Armee-Gendarmerie und 1854 letztmals wieder in Garde-Gendarmerie. Sie trugen dunkelblaue Koletts/Waffenröcke mit schwarzsamtenen schwedischen Aufschlägen und ebenfalls schwarzsamtenen Kragen. Auf den Kragen und Aufschlägen befanden sich Gardelitzen in Goldgespinst, auf den Schultern Epauletten mit einem aufgelegten Stern des Löwenordens. Dazu Dragonerhelme mit dem Gardestern. Knöpfe und Beschläge messingfarben. Das Riemenzeug war weiß, die Reithose grau. Nach 1846 wurden die Uniformen den preußischen Leibgendarmen angepasst.

#### Land-Gendarmerie
Für den Polizeidienst war in Hessen-Kassel seit 1816 das „Land-Dragoner-Corps“ zuständig. Es war in diesem Jahr durch die Zusammenführung des Landes-Sicherheits-Kommandos der Kavallerie (Leib-Escadron-Husaren), dem „Landes-Sicherheits-Corps im Großherzogthum Fulda“ und den „Isenburgischen-Land-Dragonern“ gebildet. Ein Teil des Land-Dragoner-Corps bildete die erforderliche Mannschaft zu Fuß. Das Land-Dragoner-Corps wurde in den Jahren 1817, 1819 und 1820 erheblich aufgestockt, so dass es zwei Eskadronen bildete, die über die damaligen neun Haupt-Distrikte verteilt waren. Im Zuge der Umorganisation der Armee wurde am 1. Mai 1820 eine Gendarmerie-Brigade gebildet. Diese Brigade wurde im Jahre 1833 unter dem Namen „Land-Gendarmerie“ neu organisiert, 1843 um 28 Mann und 1852 nochmals um 22 Mann verstärkt.
Die Land-Gendarmerie trug bis 1846 dunkelblaue Koletts mit schwarzen Kragen und Ärmelaufschlägen. Die Ärmelaufschläge waren von polnischer Art mt einer Gardelitze. Auf dem Kragen befand sich ebenfalls nur eine Gardelitze. Die Landgendarmen führten die Insignien der Unteroffiziere. Die Schulterklappen waren rot, die Beschläge am Tschako von Tombak. Die Hosen und Mäntel waren grau das Lederzeug schwarz. Die Land-Gendarmerie übernahm 1846 die grünen Waffenröcke und Pickelhauben nach preußischem Muster.
Ab 1846 änderte sich die Uniform, es wurden jetzt dunkelgrüne Waffenröcke mit kornblumenblauen Kragen und Aufschlägen mit rotem Vorstoß getragen. Dazu goldene Unteroffizierstressen, messingfarbene Knöpfe und gelbe Litzen. Die Schulterklappen waren dunkelgrün mit rotem Vorstoß. Die Hosen und Mäntel waren grau, auf letzteren befanden sich grüne Achselklappen mit rotem Vorstoß. Der Helm hatte Beschläge aus Tombak und schwarze Haarbüsche. Das Lederzeug war weiß.

## Bewaffnung
Die Infanterie war mit einem Vorderladergewehr ausgerüstet, das im Jahre 1841 auf Perkussionszündung umgestellt wurde.
Jeder Husar erhielt neben einem Karabiner eine Pistole (Husarenpistolen M 1827/45UM und M 1849), die in einem Holster an der rechten Seite des Sattels  geführt wurde, die Unteroffiziere dagegen besaßen keinen Karabiner mehr, führten dafür aber zwei Pistolen. Die übrige Kavallerie führten neben dem Säbel einen Karabiner am Bandelier.

## Feste Plätze
Das Kurfürstentum Hessen verfügte über keine regelrechte Festung mehr, nachdem die Festung Ziegenhain 1807 von den Franzosen demoliert worden war. Als befestigte Stützpunkte (Feste Plätze) waren lediglich die Burg Schaumburg und das Schloss Spangenberg vorhanden.